# 라쏘 툴
라쏘 툴(Lasso tool), 올가미 도구 또는 자유 모양 선택은 대부분의 디지털 이미지 편집 소프트웨어 및 일부 특정 전략 게임에서 사소한 변형으로 사용할 수 있는 편집 도구이다. 일반적인 이름이 유래된 밧줄 올가미 모양의 점선 아이콘을 클릭하여 표준 기본 메뉴(일반적인 예로서 포토샵, 페인트 툴 SAI 및 김프)에서 접근하는 경우가 많다.

## 표준 작업
라쏘 툴은 이미지의 활성 레이어에서 작동하며 클릭하고 드래그하여 선택 영역의 가장자리를 추적하는 데 사용된다. 대부분의 소프트웨어는 가장자리 경로를 여러 번 교차하여 선택할 수 있는 여러 개의 닫힌 윤곽선을 지원한다. 일반적으로 모양을 닫을 필요도 없다. 마우스 버튼을 놓으면 소프트웨어가 열린 루프를 자동으로 닫는다. 커서 경로로 둘러싸인 영역은 선택된 상태로 유지되며 이미지의 다른 곳을 클릭할 때까지 다양한 변환 연산자(예: 이동, 크기 조절, 잘라내기, 복사 및 붙여넣기)가 가능하다. 이 시점에서 올가미로 묶인 선택 항목은 선택한 레이어와 병합된다.

## 특성
지능형 가위, 마술 지팡이 또는 그랩컷과 같은 다른 이미지 선택 알고리즘과 달리 라쏘 사용에서는 사용자가 닫힌 경로를 자유롭게 만들 수 있으므로 이미지에 대한 요구 사항이 없다.

## 기술적 설명
이미지 처리 관점에서 라쏘는 기본적으로 마스킹 도구이다. 마스크의 가장자리는 사용자 입력, 즉 버튼을 누르고 있는 동안 커서의 경로에 의해 정의된다. 마스킹 레이어와 활성 이미지 레이어의 논리적 AND를 포함하는 임시 새 활성 레이어가 생성된다. 한편, 원래 활성 레이어는 라쏘 선택의 역으로 마스크된다(논리적 AND). 이는 도구가 선택적 변형 및 편집을 위해 원본 이미지의 일부를 잘라낸 것 같은 인상을 준다. 전체 이미지에 사용할 수 있는 대부분의 작업을 이제 임시 활성 레이어에 적용할 수 있다.
레이어가 병합되면 임시 활성 레이어의 픽셀이 일치하는 활성 레이어의 픽셀을 대체한다. "빈" 픽셀은 이미징 소프트웨어가 알파 합성을 지원하는지 여부에 따라 두 가지 방법 중 하나로 처리된다. 기본 "배경" 색상 값을 사용할 수도 있고 알파 채널 값이 0인 투명으로 계속 정의될 수도 있다.